# Ноглики (станция, УЖД)
Ноглики — ликвидированная железнодорожная станция узкоколейной железной дороги Оха — Ноглики, принадлежавшей ОАО «РП-Сахалинморнефтегаз». Названа по расположению на северной окраине одноимённого посёлка.

## История
Строительство узкоколейной магистрали Оха — Ноглики — Набиль началось в 1948 году. В 1953 году на только что построенной линии открылась станция Ноглики.
В 1979 году от УЖД до станции Ноглики Сахалинского отделения Дальневосточной железной дороги было проложен подъездной путь, появилась возможность перегруза грузов с узкоколейной железной дороги на колею 1067 мм.
В 1995 году после демонтажа перегона Ноглики — Набиль станция стала конечной.
22 декабря 2006 года станция была закрыта вместе со всей трассой узкоколейной железной дороги. К 2008 году станция была полностью разобрана.

## Описание[1]
В 2006 году на станции имелось 5 главных путей, на которых отстаивались грузовые поезда. На станции имелось одно из трёх локомотивных депо узкоколейной железной дороги, к которому были приписаны тепловозы ТУ7 и ТУ8П. На станции имелся перегрузочный кран, предназначенный для перевалки грузов со станции колеи 1067 мм на узкую колею. Между станциями обеих дорог пролегал подъездной путь колеи 1067 мм.